# Plumboselit
Plumboselit ist ein sehr selten vorkommendes Mineral aus der Mineralklasse der „Oxide und Hydroxide“ (einschließlich der V[5,6]-Vanadate, Arsenite, Antimonite, Bismutite, Sulfite, Selenite, Tellurite und Iodate). Es kristallisiert im orthorhombischen Kristallsystem mit der chemischen Formel Pb3O2(SeO3), ist also chemisch gesehen ein Blei-Selenit mit zusätzlichen Sauerstoffatomen.
Zum Zeitpunkt der Erstbeschreibung waren lediglich drei Stufen mit Plumboselit bekannt. Das Mineral bildet darauf subparallele bis divergentstrahlige Aggregate aus dünnen, parallel [001] gestreckten und nach {010} plattigen Kristallen von maximal 0,3 mm Länge, die aber 5 μm
Breite und 2 μm Dicke nicht überschreiten. Der Plumboselit sitzt auf Clausthalit und wurde in der Tsumeb Mine, Namibia, gefunden.

## Etymologie und Geschichte
Als Entdecker des Plumboselits gilt der australische Mineraloge John Innes (?–1992), in den späten 1970er Jahren Chefmineraloge der Tsumeb Corporation, der das Mineral in der „Tsumeb Mine“ geborgen hatte. Es wurde bereits 1999 unter dem Namen „GS 19“ als Pb-Se-Mineral erwähnt.

„The rare element selenium has been found in the minerals umangite and clausthalite. The latter forms tiny crystals in an altered dolomite. The clausthalite crystals are covered by the only known selenate from Tsumeb, GS 19, still under investgation.“

„Das seltene Element Selen wurde in den Mineralen Umangit und Clausthalit gefunden. Der letztere bildet winzige Kristalle in einem alterierten Dolomit. Die Clausthalit-Kristalle werden von dem einzigen aus Tsumeb bekannten Selenat, GS 19, überzogen, welches sich noch im Untersuchungsstadium befindet.“

Das als Selenat fehlbestimmte Mineral hat sich im Verlaufe der Untersuchungen, in denen deutlich wurde, dass ein neues Mineral vorliegt, als Selenit erwiesen. Nach Abschluss der wissenschaftlichen Untersuchungen wurde das Mineral 1997 von der International Mineralogical Association (IMA) unter der Nummer „IMA 1997-023“ anerkannt und 1999 von Anthony R. Kampf vom Natural History Museum of Los Angeles County in Los Angeles, Stuart J. Mills von der University of British Columbia in Vancouver, sowie William W. Pinch aus Pittsford im Wissenschaftsmagazin „Mineralogy and Petrology“ als Plumboselit beschrieben. Benannt wurde das Mineral nach seiner chemischen Zusammensetzung mit Blei (lateinisch Plumbum) und der Tatsache, dass es ein Selenitmineral darstellt.
Typmaterial des Minerals (der Holotyp) befindet sich in der Sammlung des „Mineral Sciences Department“ im Natural History Museum of Los Angeles County, Los Angeles, Kalifornien/USA (Katalog-Nr. 63264).

## Klassifikation
Plumboselit wurde erst 2010 als eigenständiges Mineral von der International Mineralogical Association (IMA) anerkannt und die Erstbeschreibung erst 2011 publiziert. Eine genaue Gruppen-Zuordnung in der 9. Auflage der Strunz’schen Mineralsystematik ist daher bisher nicht bekannt.

## Chemismus
Mittelwerte aus sieben Mikrosondenanalysen an Plumboselit ergaben Gehalte von 0,09 % CaO; 84,92 % PbO und 14,95 % SeO2. Daraus errechnete sich auf der Basis von fünf Sauerstoffatomen die empirische Formel Pb2,92Ca0,01Se1,03O5, die zu Pb3O2(SeO3) idealisiert wurde und 85,78 % PbO und 14,22 % SeO2 erfordert.

## Kristallstruktur
Plumboselit kristallisiert orthorhombisch in der Raumgruppe Cmc21 (Raumgruppen-Nr. 36) mit den Gitterparametern a = 10,5384 Å; b = 10,7452 Å und c = 5,7577 Å sowie vier Formeleinheiten pro Elementarzelle.
Die Kristallstruktur des Plumboselits ist identisch mit der von synthetischem Pb3O2(SeO3). Sie enthält zwei Bleiatome, ein Selenatom und drei Sauerstoffatome in einer asymmetrischen Einheit. Die Struktur basiert auf in Richtung der c-Achse [001] angeordneten [O2Pb3]-Doppelketten aus oxo-zentrierten [OPb4]-Tetraedern mit gemeinsamen Kanten, zwischen denen SeO3-Dreiecke sitzen. Die freien Elektronenpaare sowohl der Pb2+-Atome als auch der Se4+-Atome sind stereoaktiv.
In zahllosen Mineralen und synthetischen Phasen finden sich oxo-zentrierte [OPb4]-Tetraeder. Von diesen besitzen aber lediglich zwölf [O2Pb3]-Ketten, und nur drei davon sind Minerale: Chloroxiphit, Mendipit und Damarait. Unter allen diesen Phasen ist die Kristallstruktur des Plumboselits einzigartig.

## Eigenschaften

### Morphologie
Plumboselit findet sich in Form von subparallelen bis divergentstrahligen Aggregaten, die aus dünnen, faserartigen Kristallen bestehen. Die parallel [001] gestreckten und nach {010} plattigen Kristalle besitzen Längen von 0,3 mm, sind aber nie breiter als 5 μm und dicker als 2 μm. Ihre tragende Kristallform ist das seitliche Pinakoid {010}, sie ist auch die einzige beobachtete Flächenform.

### Physikalische und chemische Eigenschaften
Plumboselit-Kristalle sind farblos, ihre Strichfarbe ist daher immer weiß. Die Oberflächen der durchsichtigen Kristalle können matt bzw. stumpf sein oder einen starken diamantartigen Glanz zeigen, was in Übereinstimmung mit der hohen bis sehr hohen Lichtbrechung (n = 2,115) steht.
An den Kristallen des Plumboselits wurde weder eine Spaltbarkeit noch eine Teilbarkeit beobachtet. Sie brechen aber aufgrund ihrer Sprödigkeit leicht, wobei zur Beschaffenheit der Bruchflächen aufgrund der Kristallgröße keine Aussagen möglich sind. Das Mineral weist eine Mohshärte von 2 bis 3 auf und gehört damit zu den weichen bis mittelharten Mineralen, die sich wie die Referenzminerale Gips (Härte 2) mit dem Fingernagel bzw. Calcit (Härte 3) mit einer Kupfermünze ritzen lassen. Die berechnete Dichte für Plumboselit beträgt 7,814 g/cm³.

## Bildung und Fundorte
Als sehr seltene Mineralbildung konnte Plumboselit bisher (Stand 2016) nur von einem Fundpunkt beschrieben werden. Seine Typlokalität ist die weltberühmte Cu-Pb-Zn-Ag-Ge-Cd-Lagerstätte der „Tsumeb Mine“ (Tsumcorp Mine) in Tsumeb, Region Oshikoto, Namibia, wo die drei bekannten Stufen Ende der 1970er Jahre wahrscheinlich an ein und derselben Stelle in der zweiten Oxidationszone im Bereich der 30. Sohle gefunden worden sind.
Plumboselit entsteht als typische Sekundärbildung auf korrodierten Erzen in der Oxidationszone einer in Carbonatgesteinen sitzenden komplexen Cu-Pb-Zn-Lagerstätte. Blei und Selen stammen dabei aus der Zersetzung des primären Erzminerals Clausthalit. Weitere Begleitminerale des Plumboselenits auf den drei bekannten Stufen sind Smithsonit, Mimetesit und Vaterit.

## Verwendung
Aufgrund seiner Seltenheit ist Plumboselit ausschließlich für Mineralsammler interessant.